# 旧英国駐上海総領事館

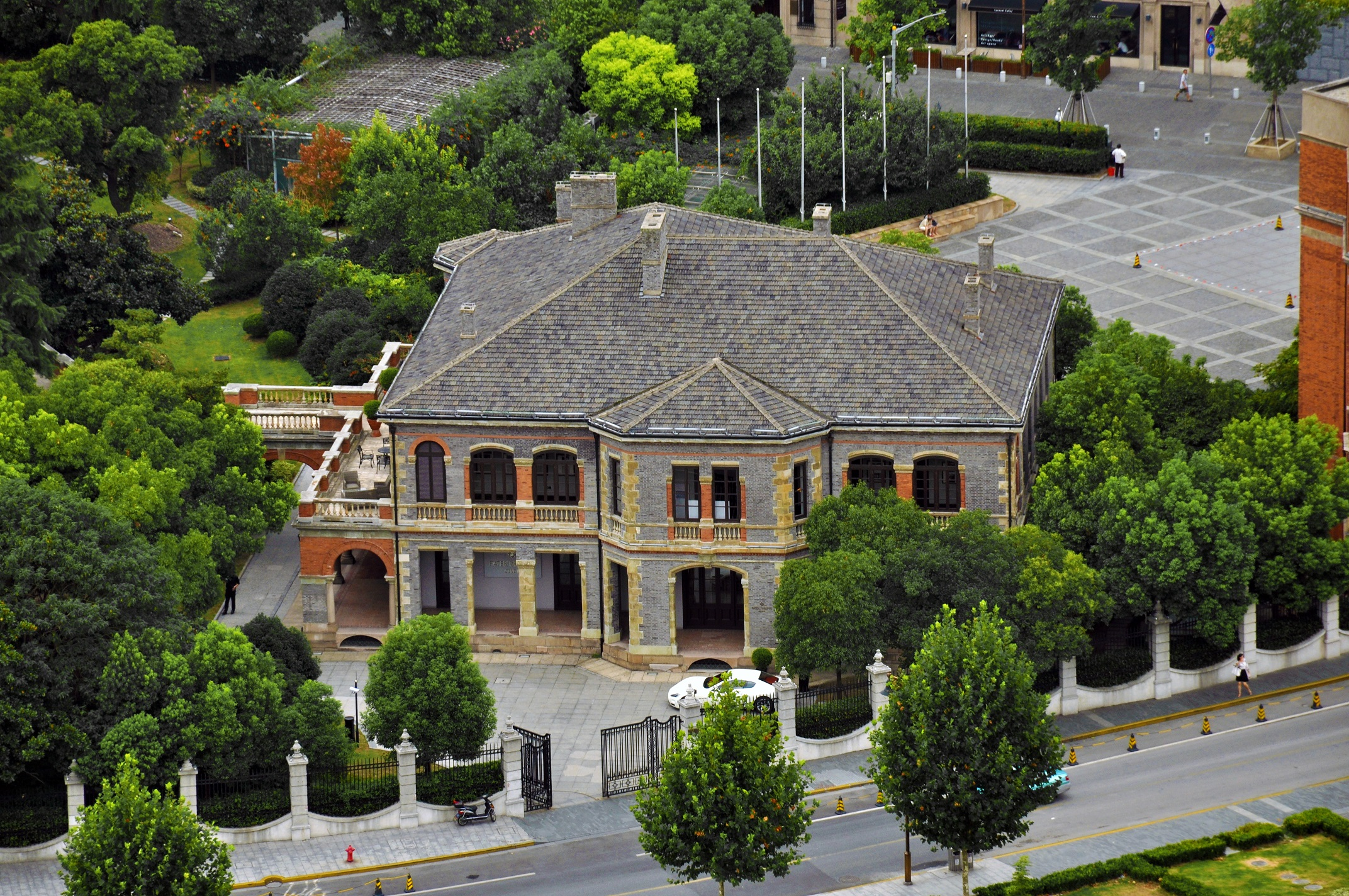
元英国領事館

旧英国駐上海総領事館（中国語: 原英国驻上海总领事馆）は上海市の外灘に位置する建物。外灘地区の中でも最も古く、最も大きい建物の一つ。旧地番から外灘33号とも呼ばれる。

## 前史
最初のイギリス領事館は1843年11月8日に上海に到着し、上海地方政府の庁舎内に部屋を借りて執務を行っていた。1849年になると領事館の所在地を現在の場所(外灘33号)に移動した。1870年12月24日には一度大火によって消失するも1872年6月1日には再度建築を始め、1873年に竣工した。

## 建築特徴
レンガ造りの二階建て。建築は植民地建築、復古ルネサンス建築風である。土地の面積は126畝であり建築面積は38,599m2。外灘の中でも唯一と言える広い園庭がみられる。

## その後
この建物は1966年まで英国の総領事館であった。1966年に英国はこの年領事館を閉鎖した。その後は上海市政府機関が寄り合いで使用し、事務管理局が使用していた。
現在は香港&上海ホテルズを新たに開店するために改修中である。